# یول‌یازی (بتلیس)
یول‌یازی (به ترکی استانبولی: Yolyazı) (به کردی: Yam) یک منطقهٔ مسکونی در ترکیه است که در بیتلیس واقع شده‌است. یول‌یازی ۳۰۹ نفر جمعیت دارد.